# Ballewijer
Ballewijer is een natuurgebied in de Belgische gemeente Zonhoven. Het is gelegen tussen de Molenweg, Saarbroekweg, Molenschansweg en Ballewijerweg. Ten noorden ervan ligt de Slangebeekbron, ten noordoosten de Teut en ten zuidenwesten het Welleke. Het gebied is niet toegankelijk, maar beheerder Limburgs Landschap vzw installeerde een kijkwand langs de Molenschansweg. Ballewijer maakt deel uit van de vijverregio De Wijers en is Europees beschermd als Natura 2000-gebied (habitatrichtlijngebied BE2200031 'Valleien van de Laambeek, Zonderikbeek, Slangebeek en Roosterbeek met vijvergebieden en heiden').
Het gebied bestaat uit enkele vijvers die met rietkragen van grote waarde voor watervogels, amfibieën en libellen zijn. De rand van het moeras en de vijvers is een biotoop die vooral de blauwborst en waterral aantrekt. In het moeras komen zowel de houtsnip als watersnip voor. De kleine rietkragen herbergen broedvogels als de kleine karekiet en rietgors. Verder treft men op de vijvers de fuut, dodaars, krakeend, kuifeend, tafeleend en slobeend aan.
Ballewijer wordt door de Slangbeek gevoed.